# Проклятый (Южный Парк)
«Проклятый» — третий эпизод двадцатого сезона мультсериала «Южный парк». Вышел 28 сентября 2016 года.

## Сюжет
Джеральд смотрит шоу «Просто Хайди». В программе говорится о троллинге в адрес олимпийской чемпионки Дании Фреи Оллегард. Хайди зачитывает два комментария, которые изначально кажутся искренними. Однако подпись под каждым комментарием оказывается троллингом от Джеральда. Утром к нему домой приходят два полицейских с целью узнать, почему Картман ушёл из Twitter без объяснения причины. Полицейские задают этот вопрос Кайлу, но Кайл утверждает, что он ничего не знает. Джеральд продолжает троллинг против Фреи Оллегард. У неё происходит нервный срыв, и она решает покончить с собой. Дания собирается устроить войну против тролля. Джеральд находит записку с текстом «Я знаю, кто ты!». Придерживаясь нулевого протокола, Джеральд избавляется от всей своей техники, чтобы скрыть улики. Позже ему приходит сообщение с просьбой встретиться с анонимным человеком на следующий день.
Рэнди начинает открыто спорить о том, что «Сэндвич с дерьмом» лучше, чем «Гигантская клизма». Мистер Гаррисон открыто признаёт, что из него выйдет плохой президент, но Хиллари Клинтон отрицает это. Гаррисон начинает всё больше рассказывать о том, что если он станет президентом, то в стране начнутся большие проблемы, начинает открыто обзывать своих избирателей, но им нравится, что Гаррисон не «говорит как политик», а честно выражает свою точку зрения. Рэнди начинает нравиться «Гигантская клизма», и он говорит об этом Стивену Стотчу, который меняет свой выбор в пользу «Сэндвича с дерьмом». Стивен предлагает Ренди попробовать пирог из «Ягод-Поминик». Ренди решает выяснить, откуда взялись эти ягоды, и отправляется на ферму.
Картман и Хайди, оставшись без Twitter, начинают разговаривать друг с другом, чтобы компенсировать своё отсутствие в интернете, и гуляют в парке, наряду с другими заблудшими душами, которые тоже отказались от Twitter. Картман объясняет Хайди, что собрание, которое он проводил две недели назад, он устроил, только чтобы доказать, что женщины действительно умеют шутить. Сидя в фаст-фуде, Картман спрашивает у Хайди, есть ли у девочек яйца, и получает отрицательный ответ. Тогда Картман говорит, что он не знает, что находится у девочек ниже вагины и «что они там чешут». К его удивлению, Хайди предлагает показать это Картману.

## Приём
Издание IGN поставило серии 7.4 балла из 10, в The A.V. Club эпизод был оценён в «B-», от сайта 411mania серия получила 7.5 баллов из 10.